# Philosophie der neuen Musik
Philosophie der neuen Musik ist eine frühe Publikation Theodor W. Adornos, die er in der amerikanischen Emigration als „einen ausgeführten Exkurs zur Dialektik der Aufklärung“ (Vorrede) geschrieben hat. Sie erschien 1949 im Verlag J.C.B. Mohr (Paul Siebeck), Tübingen, als seine erste Buchveröffentlichung im Nachkriegsdeutschland und gilt als sein musikphilosophisches Hauptwerk. In ihm werden zwei extreme Möglichkeiten des Komponierens im 20. Jahrhundert gegenübergestellt: die von Arnold Schönberg und die von Igor Strawinsky.

## Inhalt
Das Buch besteht aus einer Einleitung und zwei Teilen. Der erste Teil, „Schönberg und der Fortschritt“, wurde 1940/41 verfasst, der zweite Teil, „Strawinsky und die Restauration“, entstand 1947.
In der Einleitung thematisiert Adorno einen radikalen Autonomisierungsprozess der modernen Musik, den er als eine Reaktion auf die Ausbreitung der Kulturindustrie interpretiert. Die musikalische Avantgarde entziehe sich dem kommerzialisierten Musikbetrieb, indem sie allen ästhetischen Konventionen abschwöre. Die in den beiden Hauptkapiteln vorgenommene Analyse fokussiert auf den Begriff des „Materials“, der die Gesamtheit der musikalischen Mittel bezeichnet. Das Material versteht Adorno als „sedimentierter Geist, ein gesellschaftlich, durchs Bewusstsein von Menschen hindurch Präformiertes“. Daher ist für ihn  die Auseinandersetzung des Komponisten mit dem Material zugleich eine Auseinandersetzung mit der Gesellschaft. Das musikalische Material wird in Adornos Verständnis normativ, es gebiete einen „Kanon des Verbotenen“: verbrauchte Klänge, Techniken und Formen, die dem Komponisten nicht mehr zur Verfügung stehen. Das Material lasse gleichsam „Anweisungen […] an den Komponisten ergehen“.
In Schönbergs Zwölftontechnik sieht Adorno eine totale Rationalisierung des musikalischen Materials, mit der er die künstlerischen Möglichkeiten ebenso radikal neu zu entwickeln suche wie es in der bildenden Kunst beim Übergang vom Gegenständlichen zum Abstrakten geschehe. Demgegenüber stellten Strawinskys vollkommen undynamische, „mechanische“ und „verräumlichte“ Kompositionen einen Rückschritt in der Materialbeherrschung dar. Strawinskys musikalische Regression ersetze Entwicklung durch Wiederholung, sie wisse von keiner Erinnerung und keinem Zeitkontinuum.
Adorno hatte im amerikanischen Exil Thomas Mann das Manuskript des Schönberg-Kapitels zur Verfügung gestellt. Für seinen Roman Doktor Faustus übernahm Mann viele Gedanken aus diesem Kapitel und integrierte fast wörtliche Zitate in das Werk.

## Rezeption
Günter Figal bewertet das Buch als einen ersten Versuch, den Grundgedanken der Dialektik der Aufklärung für die Kunstphilosophie „umfassend zu erproben und zu entwickeln“. Die erste Rezension veröffentlichte Joachim Kaiser 1951 unter dem Titel Musik und Katastrophe in den Frankfurter Heften. Als gleichzeitig verkanntes und intendiertes Pamphlet beurteilt Heinz-Klaus Metzger die Aufnahme der Schrift:

„Sie wurde als Pamphlet verkannt, und eben auf die Provokation dieses Mißverständnisses hin war sie strategisch zweifelos berechnet: ein einziger dialektischer Blitz sollte die Finsternis durchfahren und, vielzackig gebrochen, Schönberg beleuchten und Strawinsky erschlagen.“

## Ausgaben
- Theodor W. Adorno: Philosophie der neuen Musik. J.C.B. Mohr (Paul Siebeck), Tübingen 1949.
- Theodor W. Adorno: Gesammelte Schriften, Band 12: Philosophie der neuen Musik. Suhrkamp, Frankfurt am Main 1975.